# Enochrus halophilus
Enochrus halophilus är en skalbaggsart som först beskrevs av Ernest Marie Louis Bedel 1878.  Enochrus halophilus ingår i släktet Enochrus, och familjen palpbaggar. Arten är reproducerande i Sverige.